# شهرستان میلیوتینسکی
شهرستان میلیوتینسکی (به لاتین: Milyutinsky District) یک شهرستان در روسیه است که در استان روستوف واقع شده‌است.